# Tibirke kyrka

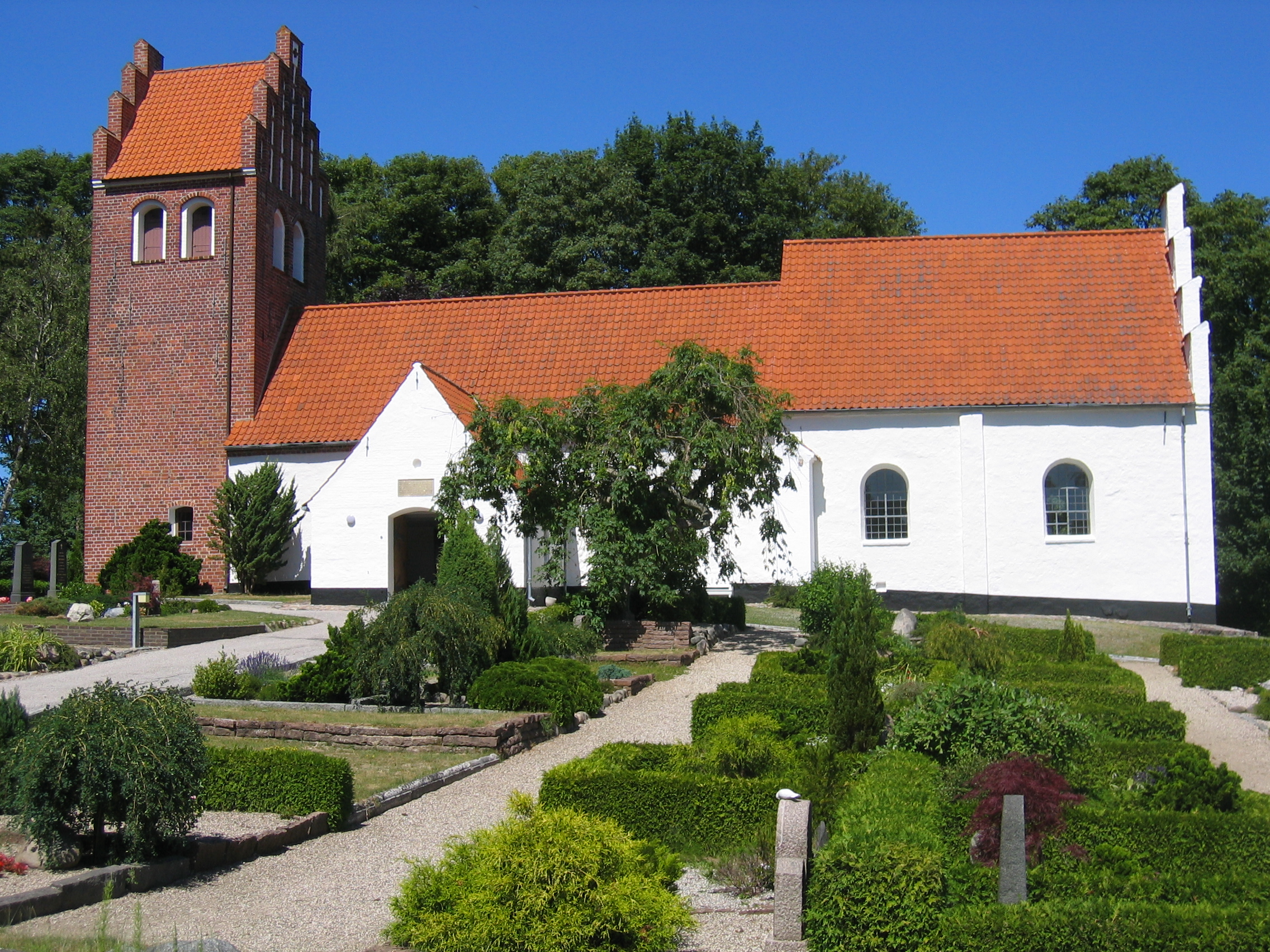
Tibirke kyrka

Tibirke kyrka är en dansk kyrkobyggnad, som ligger söder om Tisvildeleje och öster om Tisvilde Hegn. Kyrkobyggnaden uppfördes omkring 1120–1130 i romansk stil i natursten. Den ursprungliga kyrkan bestod av nuvarande kyrkas mittendel samt ett litet kor med absid. Kyrkan tillbyggdes i slutet av 1300-talet med sin nuvarande västliga del, då skeppets bjälklag också ersattes av ett välvt tak. 
Vid mitten av 1400-talet revs det ursprungliga koret och ersattes av ett nytt och större. Det nya är bredare än skeppet och ungefär lika långt, vilket medförde att kyrkans golvyta fördubblades. Det nuvarande vapenhuset i söder ersatte 1754 ett äldre vapenhus. 

## Historik
Vid slutet av 1500-talet härjades socknen av flygsand. Kyrkan hade 1610 sin egen präst, men två år senare var socknen så utarmad på grund av sandflykten att kyrkan gjordes till annexkyrka till Vejby kyrka, en ordning som fortfarande gäller.

## Inventarier

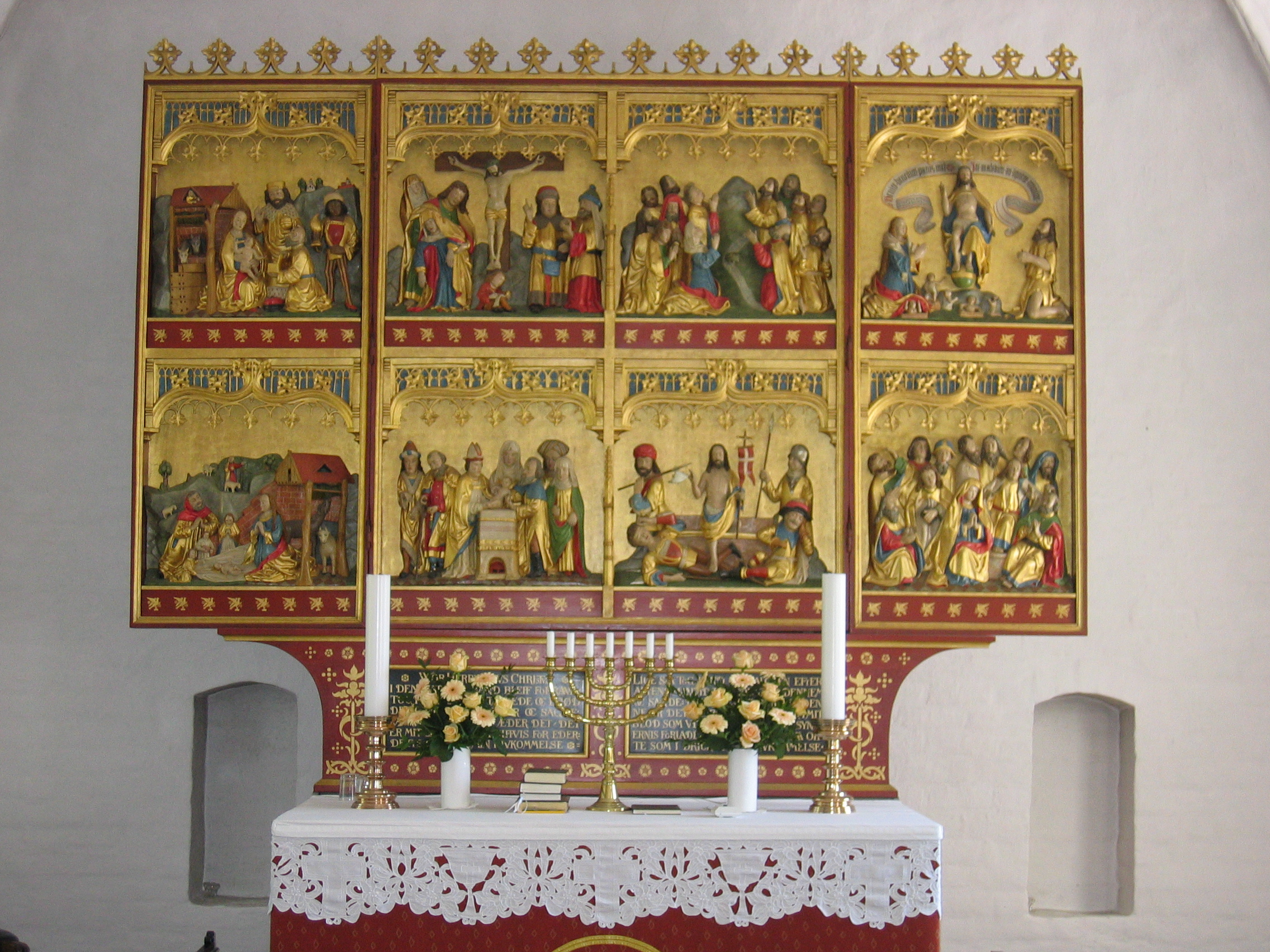
Tibirkes gotiska altartavla

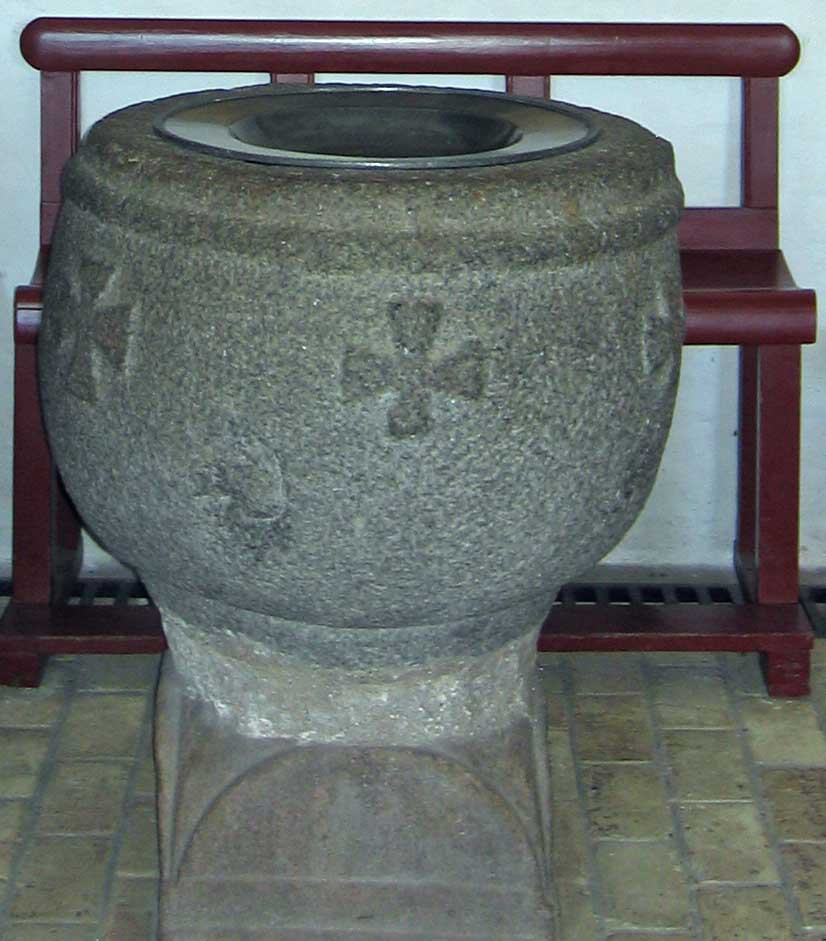
Dopfunten

År 1475 fick kyrkan en altartavla i gotisk stil, som snidades i Lübeck, eller i Danmark av en mästare från Lübeck. 
Under sandflykten blev altartavlan skadad och 1740 ersattes den av en målning från 1738, målad av J.F. Kriegel och föreställande Jesus sista måltid. Den gamla altartavlan blev dock kvar bakom den nya, tills den år 1868 lagrades i ett magasin på Frederiksborgs slott och senare överfördes till Nationalmuseet i Köpenhamn 1894. Den återlämnades 1937–1939 till Tibirke och sattes upp på korets norra sida, bakom dopfunten. 
Dopfunten är romanskt och huggen i grovkornig granit. Det står på ett uppochnervänt kapitäl, som antagligen kommer från en klosterruin i trakten. Den har sex georgskors på sidorna och klarade sig bra under sandflykten. 
Predikstolen, gjord av snickaren Christian Holfelt i Köpenhamn år 1739, ersatte en äldre predikstol. Den är förgylld och har röda lister.

## Gretely

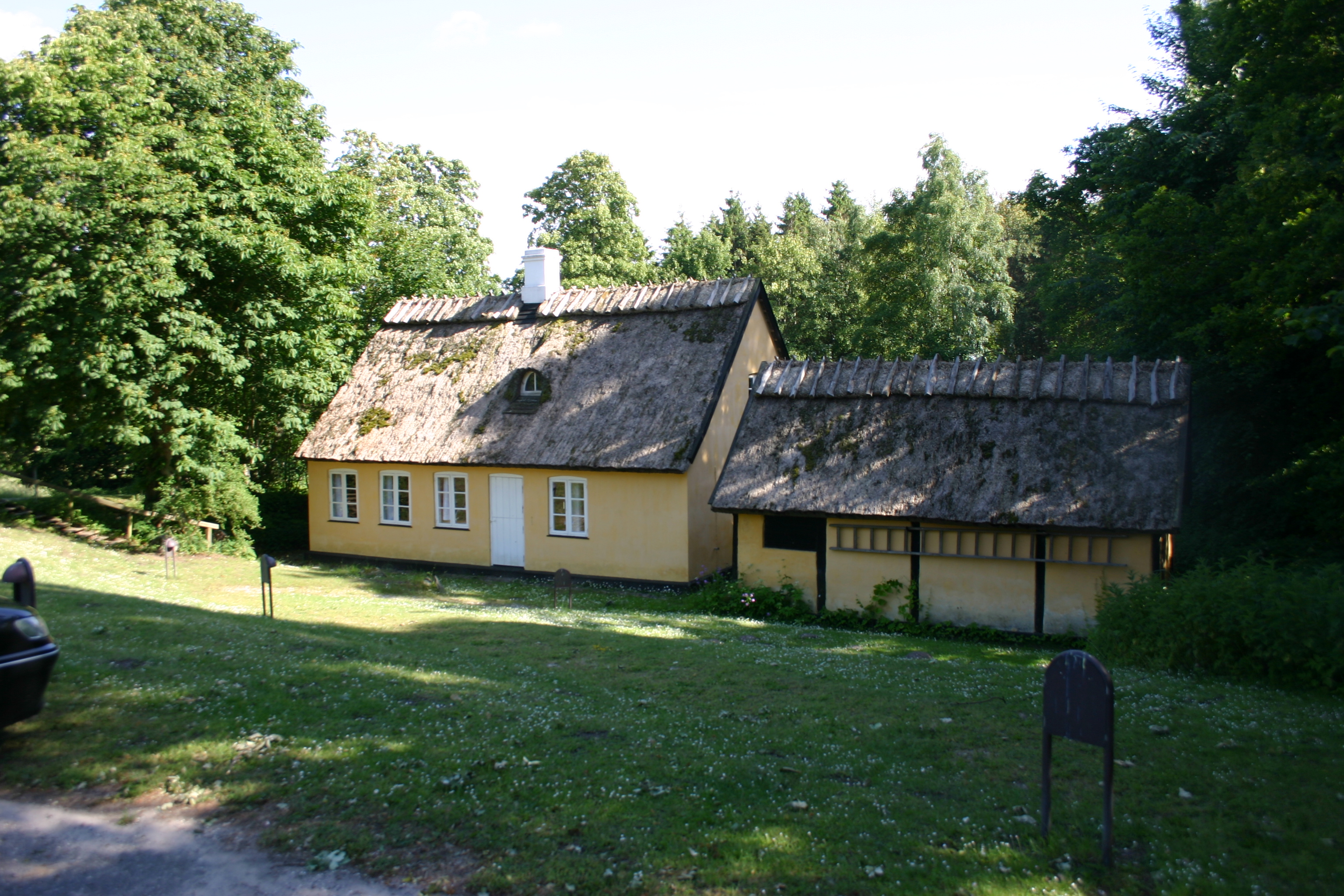
Gretely

Gretely är ett litet halmtakstäckt hus, som ligger söder om kyrkan och som är Tibirkes sockenstuga. Det har funnits ett hus på denna plats sedan 1859. Det nuvarande uppfördes 1892 av kantorn och brevbäraren Carl Poulsen, som namngav huset efter sin hustru Margrete. Tibirke församling köpte huset 1998 för att använda det som sockenstuga.